# 中途宿舍

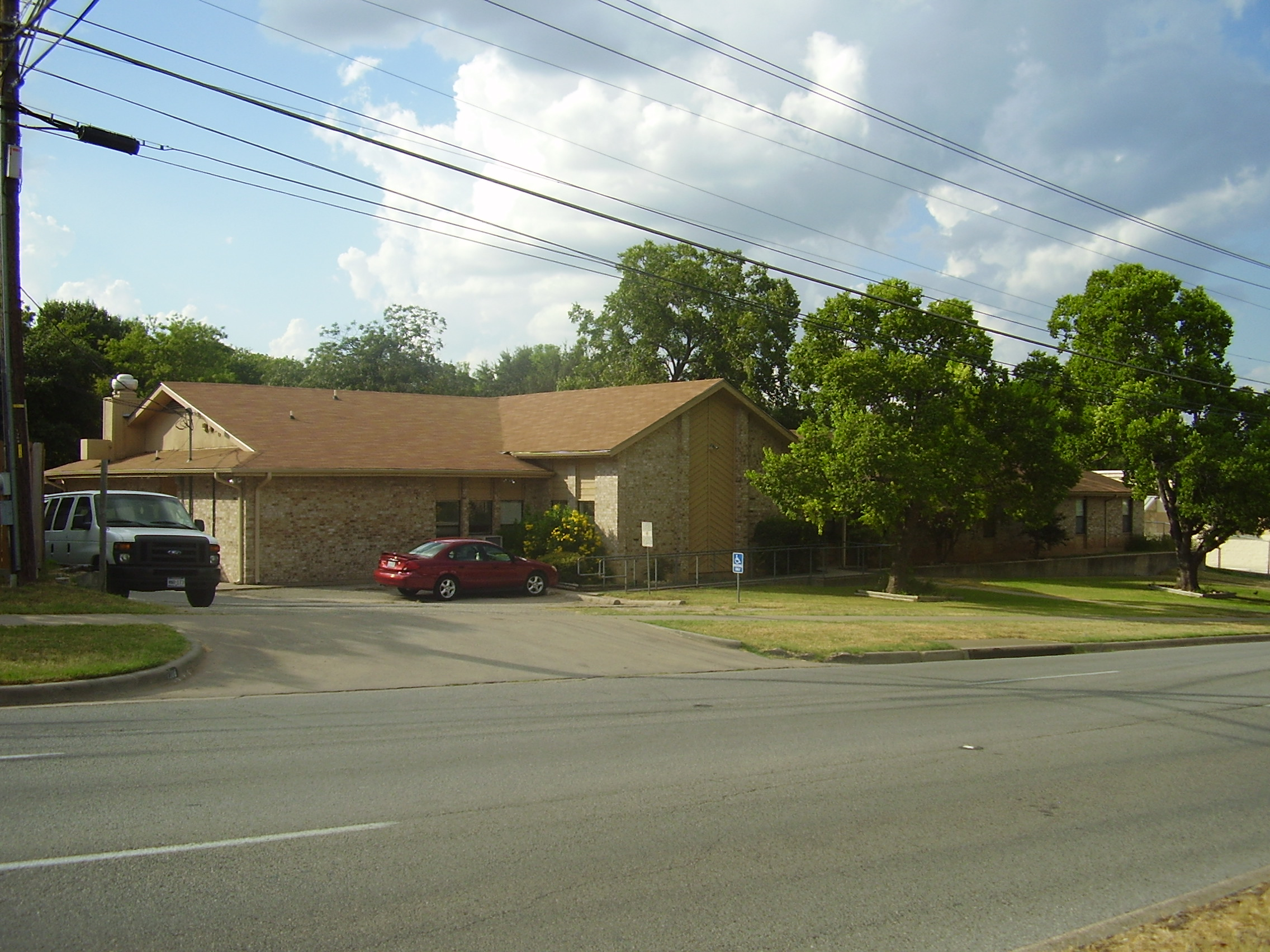
图尔曼（Turman）中途宿舍，是美国德克萨斯州少年司法部在奧斯汀设立的中途宿舍。

中途宿舍（英語：halfway house），也称中间站，是一种监狱或机构，旨在教授（或再教授）人们重新融入社会并更好地自理所需的技能。中途宿舍通常由政府资助，面向有犯罪背景者；或由私人运营，面向有物质滥用问题者。
除了作为住所，中途宿舍还可以提供社会、医疗、精神、教育等类似服务。它们被称为“中途宿舍”，是因为它们处于完全独立生活和住院或监禁设施之间，在后者中，住户的行为和自由受到严格限制。
该术语自至少19世纪40年代的禁酒運動以来就在美国使用。

## 定义问题

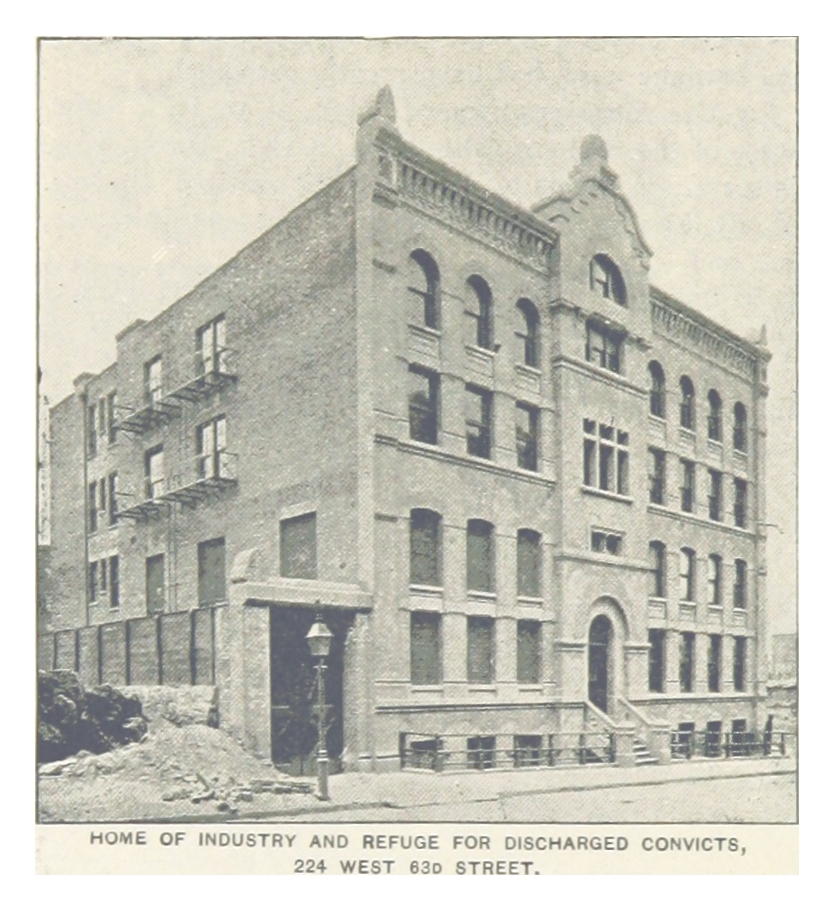
19世纪90年代纽约市的行业之家与释放罪犯收容所

存在多种不同类型的中途宿舍。有些由政府资助，而另一些（主要是戒瘾康复所和精神病康复所）则由“营利”实体运营。在犯罪學中，中途宿舍的目的是在为人们提供监督和支持的同时，使他们开始与社会重新融合。与直接释放回社会相比，这种居住安排通常被认为能够降低累犯或复发风险。
一些中途宿舍专为近期出狱或监禁者的重新融入而设；有些则面向患有慢性精神健康障碍者；还有些则为有物質濫用问题者，通常称为清醒生活屋。对前犯罪者的州政府安置为“中途宿舍”，可能由法官判决的一部分决定，也可能由监狱官员建议。法官或检察官也可在不判处监禁的情况下，直接裁定服刑于中途宿舍。

## 国家差异

### 美国
美国的大多数项目区分中途宿舍和清醒生活屋。中途宿舍设有全天候主动康复治疗项目，住户在此期间接受针对其物質濫用的密集个体和小组咨询，同时建立清醒支持网络、寻找新工作并安排新住所。住户停留时间为一个月至六个月。
工读宿舍的住户通常需按“滑动比例”支付房租，这通常取决于他们在居住期间是否找到工作。在戒瘾康复所中，住户的停留费用有时由健康保险支付。此外，在部分刑期要求中，住户必须在康复所停留。住户通常被要求保持清醒并遵守康复计划。
在某些地区，中途宿舍与戒瘾所或清醒房有很大区别。在这些地区，药物与酒精中途宿舍由卫生部门许可，并提供24小时工作人员值班，其中包括临床治疗团队。

### 英国
在英国，“中途宿舍”可指收容精神障碍者、虐待兒童受害者、孤兒或逃家青少年等人的场所。后者通常由包括英格蘭教會、其他教会和社区团体在内的慈善组织运营。对保釋中的违法者的住处称为保释旅社，出狱后受缓刑监督的住所称为“核准场所”，然而，“中途宿舍”一词更常指结合两种概念特征的事物，例如基于两种思路的问题解决方案。

### 加拿大
在加拿大，中途宿舍常称为“社区基础住宅设施”（Community-Based Residential Facilities）。加拿大惩教署对中途宿舍的定义与美国的一般定义相似。

## 项目完整性
关于项目完整性，关于过渡性住房能否降低累犯率或帮助戒瘾的研究结果不一。许多犯罪学家对为低风险罪犯提供住处的中途宿舍设施进行了研究。对住户进行风险筛查被认为是维护机构和社区安全的必要措施。

## 邻避效应
鄰里社區居民往往反对在其社区内设立中途宿舍。社会正义文献关注中途宿舍选址与鄰避症候群现象之间的关系。一些社区/街区可能通过政治团结影响立法，而另一些则无法做到。一些研究强调，社区居民仅因中途宿舍选址邻近便感到不安。还有研究指出，过渡性住所的存在可能对社区安全构成真实威胁。厌邻研究表明，社区对安置的抵制可能与对前罪犯和吸毒者的阶级偏见有关。Kraft和Clary认为，厌邻反应有时与对政府赞助者的不信任相关联。

## 相关
- 旅社